# Кастельбель-дал-Камп
Кастельбе́ль-дал-Камп (кат. Castellvell del Camp, вимова літературною каталанською [kəstəʎ'βɛʎ dəł kam(p)]) — муніципалітет, розташований в Автономній області Каталонія, в Іспанії. Код муніципалітету за номенклатурою Інституту статистики Каталонії — 430424. Знаходиться у районі (кумарці) Баш-Камп (коди району — 08 та BC) провінції Таррагона, згідно з новою адміністративною реформою перебуватиме у складі баґарії (округи) Камп-да-Таррагона.

## Населення
Населення міста (у 2007 р.) становить 2.474 особи (з них менше 14 років — 20,2 %, від 15 до 64 — 70,3 %, понад 65 років — 9,5 %). У 2006 р. народжуваність склала 24 особи, смертність — 13 осіб, зареєстровано 5 шлюбів. У 2001 р. активне населення становило 770 осіб, з них безробітних — 45 осіб.
Серед осіб, які проживали на території міста у 2001 р., 1.273 народилися в Каталонії (з них 1.076 осіб у тому самому районі, або кумарці), 227 осіб приїхало з інших областей Іспанії, а 37 осіб приїхало з-за кордону. 
Вищу освіту має 15 % усього населення.
У 2001 р. нараховувалося 484 домогосподарства (з них 13,8 % складалися з однієї особи, 21,1 % з двох осіб,21,1 % з 3 осіб, 28,9 % з 4 осіб, 10,7 % з 5 осіб, 3,3 % з 6 осіб, 0,2 % з 7 осіб, 0,2 % з 8 осіб і 0,6 % з 9 і більше осіб).
Активне населення міста у 2001 р. працювало у таких сферах діяльності: у сільському господарстві — 5,7 %, у промисловості — 18,6 %, на будівництві — 7,6 % і у сфері обслуговування — 68,1 %. 
У муніципалітеті або у власному районі (кумарці) працює 169 осіб, поза районом — 630 осіб.

### Безробіття
У 2007 р. нараховувалося 58 безробітних (у 2006 р. — 53 безробітних), з них чоловіки становили 43,1 %, а жінки — 56,9 %.

## Економіка

### Підприємства міста

#### Промислові підприємства
| \| Промислові підприємства міста, за сферою діяльності \| Промислові підприємства міста, за сферою діяльності \| Промислові підприємства міста, за сферою діяльності \| \| Рік \| 2002 р. \| 2001 р. \| \| --------------------------------------------------- \| --------------------------------------------------- \| --------------------------------------------------- \| \| Енергетичні та водні ресурси \| 0 % \| 0 % \| \| Хімія та метали \| 16,7 % \| 18,2 % \| \| Переробка металів \| 33,3 % \| 18,2 % \| \| Продукти харчування \| 25 % \| 27,3 % \| \| Текстиль \| 0 % \| 0 % \| \| Виробництво меблів, видання \| 16,7 % \| 27,3 % \| \| Інше \| 8,3 % \| 9,1 % \| \| Усього підприємств \| 12 \| 11 \| |         |         |
| Промислові підприємства міста, за сферою діяльності |         |         |
| Рік | 2002 р. | 2001 р. |
| Енергетичні та водні ресурси | 0 %     | 0 %     |
| Хімія та метали | 16,7 %  | 18,2 %  |
| Переробка металів | 33,3 %  | 18,2 %  |
| Продукти харчування | 25 %    | 27,3 %  |
| Текстиль | 0 %     | 0 %     |
| Виробництво меблів, видання | 16,7 %  | 27,3 %  |
| Інше | 8,3 %   | 9,1 %   |
| Усього підприємств | 12      | 11      |

#### Роздрібна торгівля
| \| Підприємства роздрібної торгівлі міста, за сферою діяльності \| Підприємства роздрібної торгівлі міста, за сферою діяльності \| Підприємства роздрібної торгівлі міста, за сферою діяльності \| \| Рік \| 2002 р. \| 2001 р. \| \| ------------------------------------------------------------ \| ------------------------------------------------------------ \| ------------------------------------------------------------ \| \| Продукти харчування \| 36,4 % \| 44,4 % \| \| Одяг та взуття \| 18,2 % \| 11,1 % \| \| Товари для дому \| 0 % \| 11,1 % \| \| Книги та періодичні видання \| 0 % \| 0 % \| \| Промислова хімічна продукція \| 27,3 % \| 33,3 % \| \| Продукція, пов'язана з транспортними засобами \| 0 % \| 0 % \| \| Інше \| 18,2 % \| 0 % \| \| Усього підприємств \| 11 \| 9 \| |         |         |
| Підприємства роздрібної торгівлі міста, за сферою діяльності |         |         |
| Рік | 2002 р. | 2001 р. |
| Продукти харчування | 36,4 %  | 44,4 %  |
| Одяг та взуття | 18,2 %  | 11,1 %  |
| Товари для дому | 0 %     | 11,1 %  |
| Книги та періодичні видання | 0 %     | 0 %     |
| Промислова хімічна продукція | 27,3 %  | 33,3 %  |
| Продукція, пов'язана з транспортними засобами | 0 %     | 0 %     |
| Інше | 18,2 %  | 0 %     |
| Усього підприємств | 11      | 9       |

#### Сфера послуг
| \| Підприємства міста, що працюють у сфері послуг, за діяльністю \| Підприємства міста, що працюють у сфері послуг, за діяльністю \| Підприємства міста, що працюють у сфері послуг, за діяльністю \| \| Рік \| 2002 р. \| 2001 р. \| \| ------------------------------------------------------------- \| ------------------------------------------------------------- \| ------------------------------------------------------------- \| \| Гуртова торгівля \| 12,8 % \| 13,5 % \| \| Готелі та готельний бізнес \| 8,5 % \| 10,8 % \| \| Транспорт та зв'язок \| 21,3 % \| 24,3 % \| \| Посередницькі фінансові послуги \| 2,1 % \| 2,7 % \| \| Послуги підприємствам \| 8,5 % \| 8,1 % \| \| Послуги фізичним особам \| 27,7 % \| 21,6 % \| \| Нерухомість та ін. \| 19,1 % \| 18,9 % \| \| Усього підприємств \| 47 \| 37 \| |         |         |
| Підприємства міста, що працюють у сфері послуг, за діяльністю |         |         |
| Рік | 2002 р. | 2001 р. |
| Гуртова торгівля | 12,8 %  | 13,5 %  |
| Готелі та готельний бізнес | 8,5 %   | 10,8 %  |
| Транспорт та зв'язок | 21,3 %  | 24,3 %  |
| Посередницькі фінансові послуги | 2,1 %   | 2,7 %   |
| Послуги підприємствам | 8,5 %   | 8,1 %   |
| Послуги фізичним особам | 27,7 %  | 21,6 %  |
| Нерухомість та ін. | 19,1 %  | 18,9 %  |
| Усього підприємств | 47      | 37      |

## Житловий фонд
У 2001 р. 0,6 % усіх родин (домогосподарств) мали житло метражем до 59 м2, 14,3 % — від 60 до 89 м2, 28,9 % — від 90 до 119 м2 і
56,2 % — понад 120 м2.
З усіх будівель у 2001 р. 60,5 % було одноповерховими, 38,8 % — двоповерховими, 0,5 % — триповерховими, 0,1 % — чотириповерховими і жодного з п'ятьма та більше поверхами.

## Автопарк
| \| Автомобілі, зареєстровані у місті, за призначенням \| Автомобілі, зареєстровані у місті, за призначенням \| Автомобілі, зареєстровані у місті, за призначенням \| \| Рік \| 2006 р. \| 2005 р. \| \| -------------------------------------------------- \| -------------------------------------------------- \| -------------------------------------------------- \| \| Приватні автомобілі \| 65,5 % \| 65,1 % \| \| Мотоцикли \| 14 % \| 13,6 % \| \| Вантажівки \| 17 % \| 17,5 % \| \| Трактори \| 0,9 % \| 1 % \| \| Автобуси та ін. \| 2,6 % \| 2,8 % \| \| Усього автомобілів \| 2.113 шт. \| 1.984 шт. \| |           |           |
| Автомобілі, зареєстровані у місті, за призначенням |           |           |
| Рік | 2006 р.   | 2005 р.   |
| Приватні автомобілі | 65,5 %    | 65,1 %    |
| Мотоцикли | 14 %      | 13,6 %    |
| Вантажівки | 17 %      | 17,5 %    |
| Трактори | 0,9 %     | 1 %       |
| Автобуси та ін. | 2,6 %     | 2,8 %     |
| Усього автомобілів | 2.113 шт. | 1.984 шт. |

## Вживання каталанської мови
У 2001 р. каталанську мову у місті розуміли 98,4 % усього населення (у 1996 р. — 99,1 %), вміли говорити нею 92,7 % (у 1996 р. — 91 %), вміли читати 92,3 % (у 1996 р. — 87,9 %), вміли писати 79,1 % (у 1996 р. — 62,1 %). Не розуміли каталанської мови 1,6 %.

## Політичні уподобання
У виборах до Парламенту Каталонії у 2006 р. взяло участь 1.108 осіб (у 2003 р. — 1.052 особи). Голоси за політичні сили розподілилися таким чином:
| \| Вибори до Парламенту Каталонії \| Вибори до Парламенту Каталонії \| Вибори до Парламенту Каталонії \| \| Рік \| 2006 р. \| 2003 р. \| \| -------------------------------------- \| ------------------------------ \| ------------------------------ \| \| Конвергенція та Єднання (CiU) \| 42,5 % \| 42,3 % \| \| Соціалістична партія Каталонії (PSC) \| 13,6 % \| 20,3 % \| \| Народна партія (PP) \| 9 % \| 7,3 % \| \| Ініціатива за Каталонію — Зелені (ICV) \| 8,5 % \| 4,8 % \| \| Республіканська лівиця Каталонії (ERC) \| 21 % \| 24 % \| \| Громадяни — Громадянська партія (C's) \| 2,8 % \| 0 % \| \| Інші \| 2,5 % \| 1,2 % \| |         |         |
| Вибори до Парламенту Каталонії |         |         |
| Рік | 2006 р. | 2003 р. |
| Конвергенція та Єднання (CiU) | 42,5 %  | 42,3 %  |
| Соціалістична партія Каталонії (PSC) | 13,6 %  | 20,3 %  |
| Народна партія (PP) | 9 %     | 7,3 %   |
| Ініціатива за Каталонію — Зелені (ICV) | 8,5 %   | 4,8 %   |
| Республіканська лівиця Каталонії (ERC) | 21 %    | 24 %    |
| Громадяни — Громадянська партія (C's) | 2,8 %   | 0 %     |
| Інші | 2,5 %   | 1,2 %   |

У муніципальних виборах у 2007 р. взяло участь 1.175 осіб (у 2003 р. — 1.084 особи). Голоси за політичні сили розподілилися таким чином:
| \| Муніципальні вибори \| Муніципальні вибори \| Муніципальні вибори \| \| Рік \| 2007 р. \| 2003 р. \| \| -------------------------------------- \| ------------------- \| ------------------- \| \| Конвергенція та Єднання (CiU) \| 36,8 % \| 30,3 % \| \| Соціалістична партія Каталонії (PSC) \| 13,6 % \| 29,2 % \| \| Народна партія (PP) \| 5,7 % \| 4,1 % \| \| Ініціатива за Каталонію — Зелені (ICV) \| 5,6 % \| 0 % \| \| Республіканська лівиця Каталонії (ERC) \| 20,3 % \| 16,6 % \| \| Громадяни — Громадянська партія (C's) \| 0 % \| 0 % \| \| Інші \| 18 % \| 19,9 % \| |         |         |
| Муніципальні вибори |         |         |
| Рік | 2007 р. | 2003 р. |
| Конвергенція та Єднання (CiU) | 36,8 %  | 30,3 %  |
| Соціалістична партія Каталонії (PSC) | 13,6 %  | 29,2 %  |
| Народна партія (PP) | 5,7 %   | 4,1 %   |
| Ініціатива за Каталонію — Зелені (ICV) | 5,6 %   | 0 %     |
| Республіканська лівиця Каталонії (ERC) | 20,3 %  | 16,6 %  |
| Громадяни — Громадянська партія (C's) | 0 %     | 0 %     |
| Інші | 18 %    | 19,9 %  |